# Gesang der Meerjungfrauen
Gesang der Meerjungfrauen (Originaltitel: I've Heard the Mermaids Singing) ist ein Spielfilm der kanadischen Filmemacherin Patricia Rozema aus dem Jahr 1987.

## Handlung
Im Mittelpunkt steht Polly Vandersma, eine fantasievoll verträumte, etwas linkische junge Frau, die sich mit Zeitarbeitsjobs über Wasser hält. Polly hält ihr Leben in Fotos und Filmen fest, was der Film immer wieder spielerisch aufgreift. So erzählt Polly über ihren neuen Job in einer Galerie. Sie entwickelt immer mehr Bewunderung für ihre weltgewandte Chefin Gabrielle, die in einer engen finanziellen und emotionalen Beziehung zur Künstlerin Mary steckt. Die Geschichte erreicht ihren fatalen Höhepunkt, als Polly massiv in das Leben ihrer Chefin eingreift.

## Hintergrund
- Der Film lief in Deutschland teilweise unter dem Titel Der Gesang der Meerjungfrauen.
- Der Titel bezieht sich auf eine Zeile des Gedichts „The Love Song of J. Alfred Prufrock“ von T. S. Eliot: „I have heard the mermaids singing each to each – I do not think that they will sing to me.“

## Kritik
„Eine von feinem Humor und einer brillanten Hauptdarstellerin getragene Inszenierung, die ihre dramaturgischen Schwächen durch Fantasie ausgleicht.“

„Ein weiblicher Peter Pan und ein love interest, das nicht unbedingt als Sympathieträgerin punktet – mit diese Kombi ist Rozema ein ziemliches Wagnis eingegangen, zumal für ein Debüt. Doch sie meistert den Balanceakt zwischen Slapstick, Rom-Com und Kunstbetrieb-Satire mit Bravour.“

„Beim Sehen von I've heard the Mermaids Singing wird man jedoch das unangenehme Gefühl nicht los, daß der Film sich in seiner verspielten Art elegant an den eigentlich interessanten Aspekten der Probleme, die er aufwirft, vorbeimogelt. Statt dessen begibt sich die Regisseurin auf einen visuell zweifellos brillant inszenierten Rückzug in private Phantasiegefilde, der, von ein paar kurzen Lachern abgesehen, emotional und intellektuell nur wenig auslöst.“

## Auszeichnungen
Internationale Filmfestspiele von Cannes 1987
- Jugendpreis der Internationalen Filmfestspiele von Cannes
- Genie Awards für die beste Haupt- und beste Nebendarstellerin